# Walkeraitia nivistriga
Walkeraitia nivistriga är en tvåvingeart som först beskrevs av Walker 1861.  Walkeraitia nivistriga ingår i släktet Walkeraitia och familjen borrflugor. Inga underarter finns listade i Catalogue of Life.